# Sản xuất cây Giáng Sinh

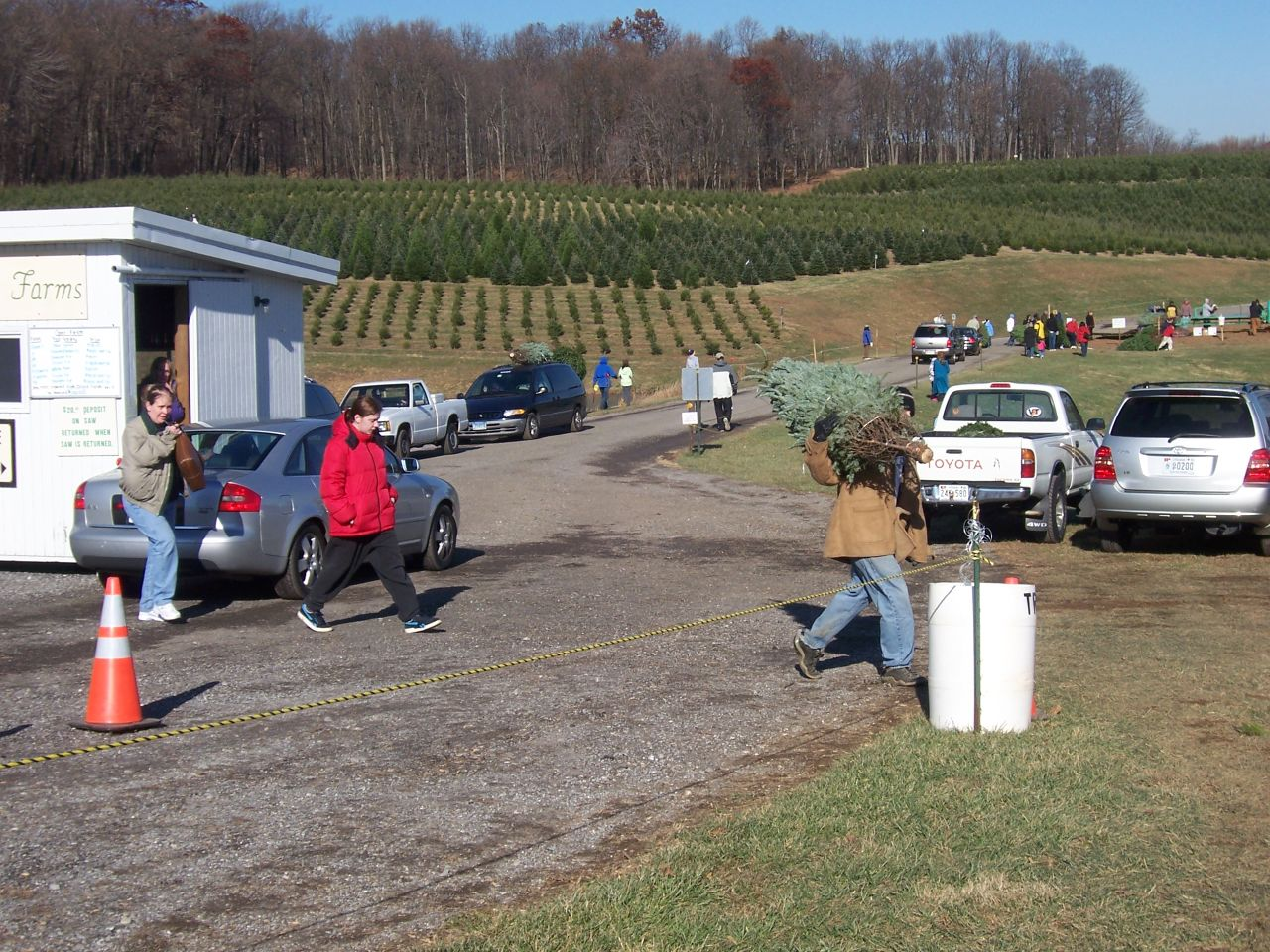
Khách hàng mua cây Giáng Sinh đã được thu hoạch tại một trang trại cây Giáng Sinh "chọn-và-cắt" ở bang Maryland, Hoa Kỳ.

Quá trình sản xuất cây Giáng sinh diễn ra trên toàn thế giới ở các trang trại cây Giáng sinh, trong các nhà máy sản xuất cây nhân tạo và từ những cây thông và lãnh sam bản địa. Các cây Giáng Sinh, cây thông và lãnh sam được trồng với mục đích là sử dụng làm cây thông Noel trên các đồn điền ở nhiều quốc gia phương Tây, bao gồm Australia, Vương quốc Anh và Hoa Kỳ. Ở Australia, ngành công nghiệp này còn tương đối mới và các quốc gia như Hoa Kỳ, Đức và Canada là những nước dẫn đầu thế giới về sản lượng hàng năm.
Vương quốc Anh tiêu thụ khoảng 8 triệu cây hàng năm, trong khi ở Hoa Kỳ từ 35 đến 40 triệu cây được bán trong mùa Giáng sinh. Cây thông Noel nhân tạo hầu hết được sản xuất ở khu vực đồng bằng sông Châu Giang của Trung Quốc. Giá cây thông Noel được diễn tả bằng mô hình Hotelling-Faustmann vào năm 2001, nghiên cứu cho thấy giá cây thông Noel giảm theo thời gian và đã chứng minh tại sao ngày càng nhiều nông dân không định giá cây của họ theo chiều cao. Năm 1993, các nhà kinh tế đã đưa ra ước tính độ co giãn của cầu đầu tiên được biết đến đối với thị trường cây Giáng sinh tự nhiên.

## Sản xuất cây tự nhiên

### Australia
Việc trồng cây Giáng Sinh là một ngành nông nghiệp tương đối mới ở Australia khi nó chỉ mới hình thành và phát triển trong nửa đầu của thế kỷ 21. Có một số khác biệt trong việc sản xuất cây thông Noel ở Australia khi so sánh với các quốc gia ở Bắc bán cầu khác. Mùa trồng trọt của Australia khác nhau vì thời điểm thu hoạch diễn ra vào một thời gian khác trong năm, điều này có nghĩa là các bài học kinh nghiệm về canh tác ở Hoa Kỳ và Châu Âu sẽ khó có thể áp dụng hơn ở Australia. Sự khác biệt về mùa vụ cũng ảnh hưởng đến lịch cắt và xén tỉa cho cây trồng. Sự khác biệt cơ bản khác trong việc trồng cây Giáng Sinh ở Australia nằm ở loại cây được trồng, Pinus radiata, không còn được sử dụng làm cây Giáng Sinh một cách thường xuyên tại Hoa Kỳ và châu Âu, lại trở nên phổ biến ở Australia.

### Châu Âu

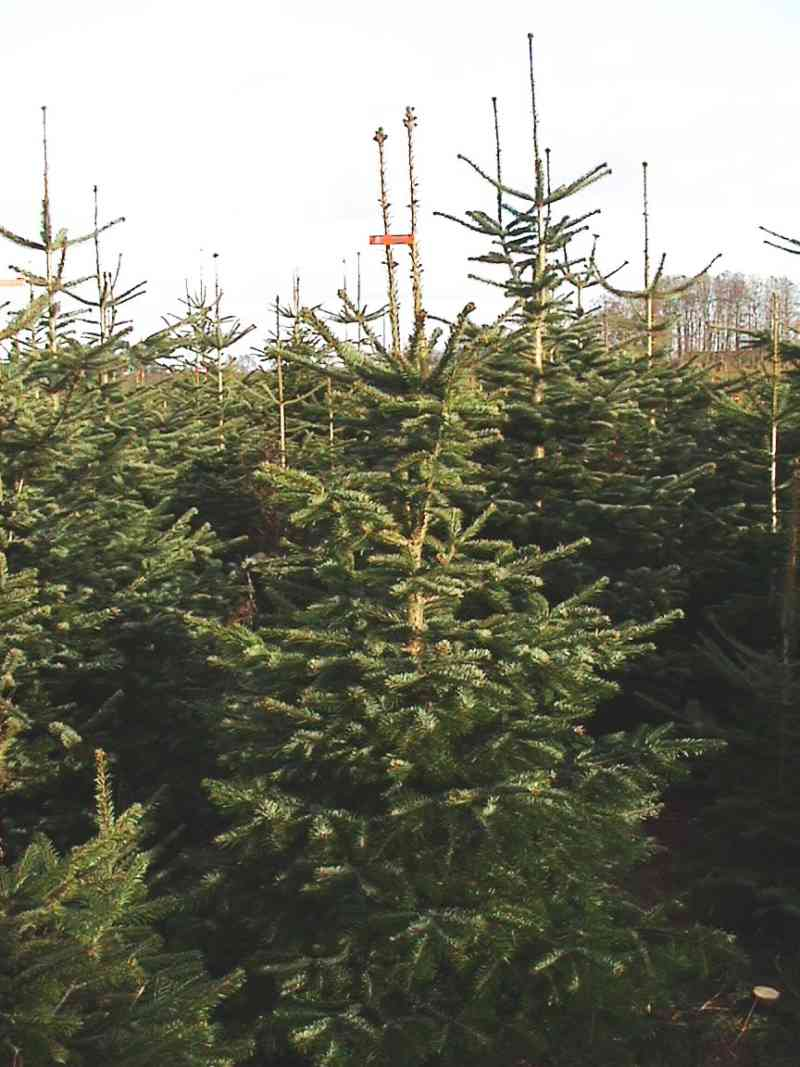
Cây lãnh sam Nordmann ở một trang trại trồng cây Giáng Sinh ở châu Âu.

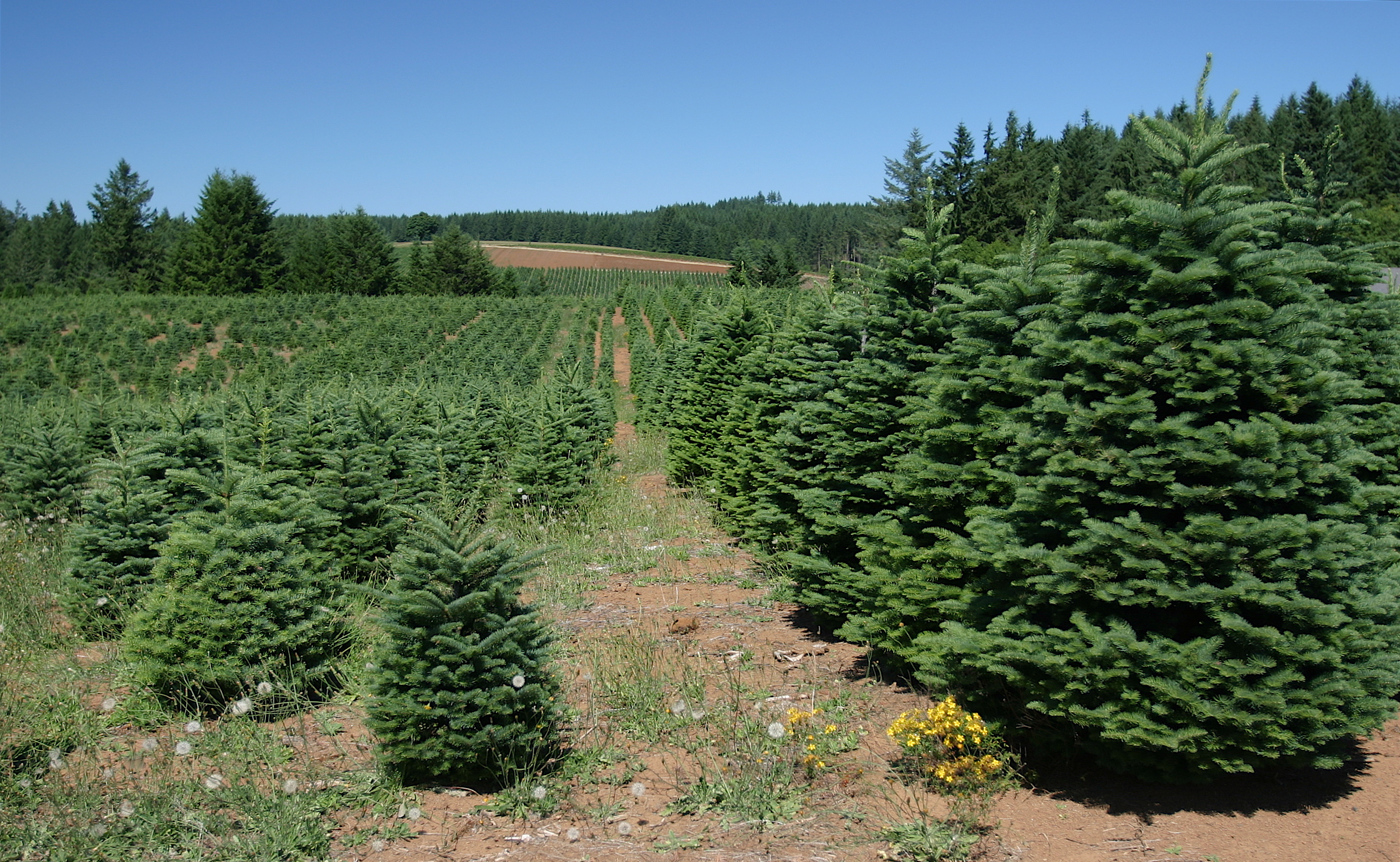
Một nơi sản xuất cây Giáng Sinh tại bang Oregon của Hoa Kỳ. Oregon có một diện tích trồng cây này hơn bất kỳ các bang khác vào năm 2002.

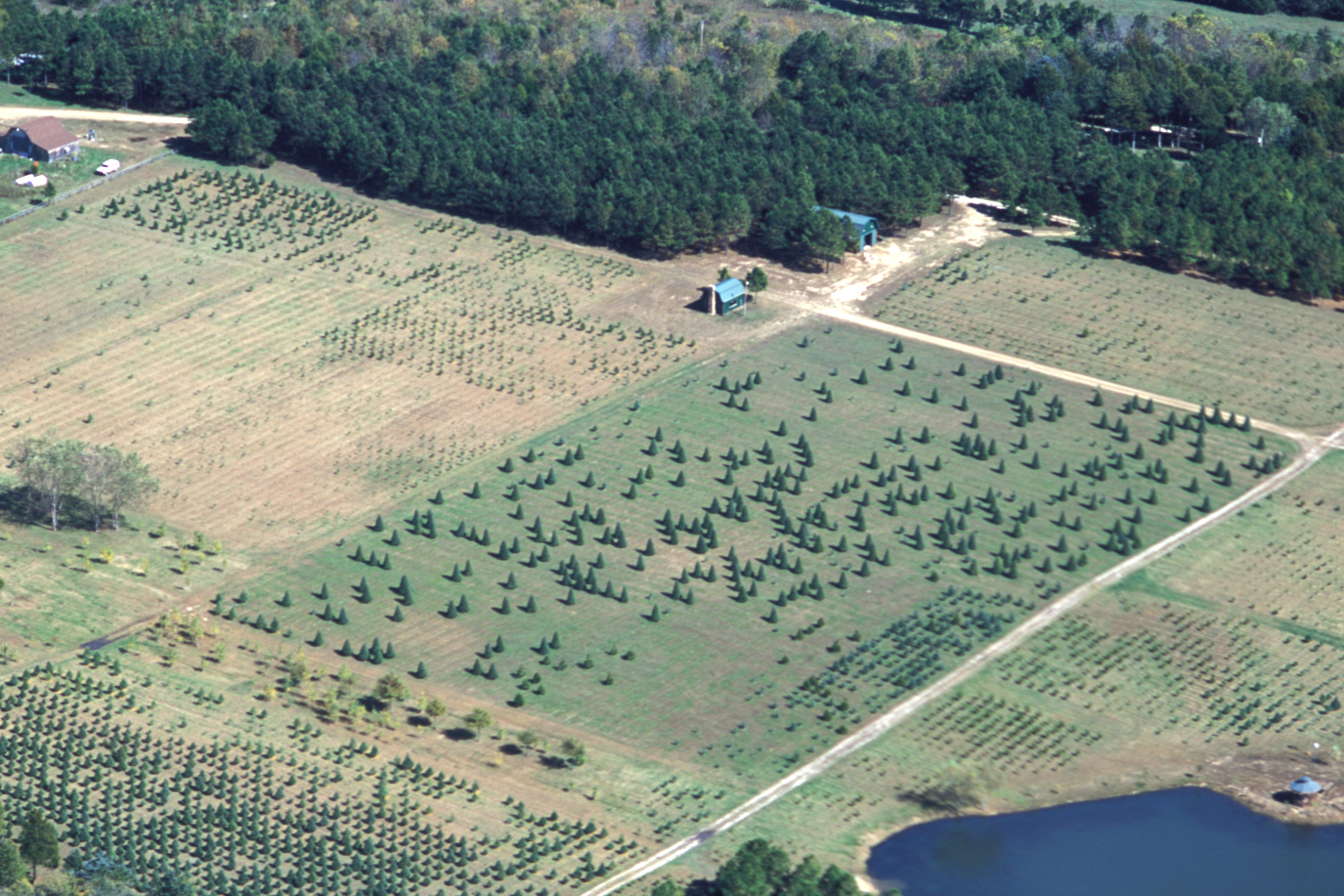
Một bức ảnh trên cao của một trang trại cây Giáng Sinh ở bang Missouri của Hoa Kỳ.

Nhu cầu về cây Giáng Sinh tự nhiên ở châu Âu đạt khoảng 50 triệu cây mỗi năm, so với nhu cầu khoảng 35 triệu cây ở Hoa Kỳ. Đan Mạch là nhà cung cấp chính các cây Giáng Sinh tự nhiên, với khoảng 90% đã được xuất khẩu sang các quốc gia châu Âu khác, chẳng hạn như Anh, Pháp, Đức và Áo. Đan Mạch đã xuất khẩu khoảng 1 triệu cây sang vương quốc Anh vào năm 2004. Doanh số bán hàng cây Giáng sinh năm 2005 là khoảng 1,2 tỷ kr (204 triệu đô la Mỹ, 160 triệu euro), trong số đó 1,1 tỷ krona là nguồn thu từ việc xuất khẩu.
Các nhà sản xuất cây Giáng Sinh tự nhiên hàng đầu châu Âu thường được xuất hiện ở khu vực Trung và Tây Âu. Các ước tính năm 2018 chỉ ra rằng Đức sản xuất 18 triệu cây Giáng Sinh hàng năm, tiếp theo là Pháp với 6 triệu cây, Đan Mạch với 10 triệu cây, Bỉ với 5,2 triệu cây và cuối cùng là Vương quốc Anh sản xuất 4,4 triệu cây Giáng Sinh.
Khoảng 90% các loại hạt giống dùng để trồng cây Giáng Sinh ở hầu hết các nước châu Âu đều được thu hoạch ở Georgia. Điều kiện làm việc của những người thu hoạch hạt giống trong một ngành công nghiệp phần lớn không được kiểm soát đã được nhấn mạnh như một mối lo ngại đối với các công ty mua hạt giống để trồng ở Đan Mạch. Cuối cùng, việc trồng cây Giáng sinh mà được bán và treo các gia đình trên khắp châu Âu đều được sản xuất bởi những người lao động trong điều kiện được bảo vệ bởi pháp luật châu Âu. Tuy nhiên, những hạt giống được thu hoạch ở Georgia để tạo ra những cây thông trên được công nhân thu hoạch trong điều kiện làm việc rất tồi tệ.

### Bắc Mỹ
Hiện nay, có hơn 20.000 xưởng sản xuất cây Giáng sinh tại Bắc Mỹ, trong đó 95% số cây mà chúng sản xuất được bán hoặc vận chuyển trực tiếp từ các trang trại. Trên mỗi  1 triệu mẫu Anh (4.000 km2) thường được trồng khoảng 2.000 cây Giáng sinh khác nhau, với số lượng cây Giáng Sinh thu hoạch được mỗi năm rơi vào khoảng 750 đến 1.500 tùy theo địa điểm. Cây Giáng Sinh mất khoảng từ 6 đến 10 năm (từ cây thông con) đến khi trở thành cây thông trưởng thành sẵn sàng để thu hoạch và có khoảng 73 triệu cây Giáng Sinh được trồng mỗi năm.

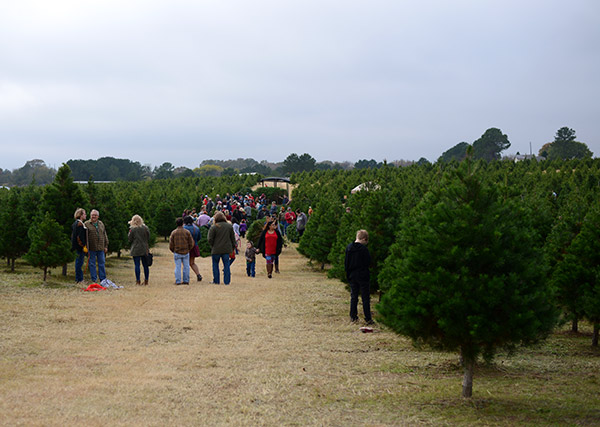
Các gia đình tìm kiếm cây Giáng Sinh tại một trang trại tại Texas.

Có 3 khu vực trồng cây chính ở Bắc Mỹ: khu Tây Bắc Thái Bình Dương, vùng Đông Bắc của Canada và Hoa Kỳ, và vùng Appalachians của Bắc Carolina và các bang xung quanh. Các cây Giáng sinh xuất khẩu của Bắc Mỹ thường có chất lượng cao nhất trên thị trường nước ngoài.
Vào năm 2002, tại Hoa Kỳ, 21.904 trang trại trồng cây Giáng Sinh bao phủ diện tích 447.000 mẫu Anh (1.809 km2) đất trồng chiếm tới 20,8 triệu cây thu hoạch được. Trong số các trang trại đó, 686 thu hoạch 100 mẫu Anh (0,4 km2) hoặc nhiều hơn, chiếm tới một diện tích lớn hơn 196.000 mẫu Anh (793 km2) của các cây thu hoạch được. Trong năm đó, chỉ có ba trang trại cây với diện tích sản xuất lớn hơn 10.000 mẫu Anh (40 km2). Giá trị của cây trồng Hoa Kỳ năm 2004 được rơi vào khoảng 506 triệu đô la với khoảng 143 triệu đô la được đóng góp bởi nhà sản xuất hàng đầu, Oregon. Đứng sau Oregon về số lượng là các bang Bắc Carolina, Washington và Michigan. Vào năm 2012, 24 triệu cây được bán với mức giá trị thị trường là 1 tỷ đô la Mỹ.
Cây được trồng xuyên khắp nước Mỹ với những điều kiện khác nhau, cây Giáng sinh được trồng ở 50 bang khác nhau của Hoa Kỳ kể cả Alaska và Hawaii. Những bang khác sản xuất ít cây hơn. Ví dụ, trong bang Alabama của Hoa Kỳ có khoảng 100 trang trại sản xuất cây Giáng sinh mà trồng tổng cộng 800 cây hàng năm. 90% của số lượng trang trại cây Giáng sinh chọn theo phương pháp chọn-và-cắt theo đó khách hàng tham quan và tự chặt cây Giáng sinh yêu thích của mình. Pennsylvania chứa nhiều trang trại cây Giáng sinh nhất, với 2.164 trang trại khác nhau. Tuy nhiên, Oregon có nhiều đất nhất dành cho việc trồng cây Giáng sinh, với 67.800 mẫu Anh (274 km2) sử dụng cho việc trồng cây này. Giữa năm 2002 và năm 2012 việc sản xuất của cây Giáng sinh đã giảm tới 60% ở nhiều bang ở Hoa Kỳ ví dụ như Kentucky, Montana, Louisiana, Kentucky, Minnesota, và cả Wisconsin, với việc đã giảm đi tới 994.594 cây vào năm 2012.